# Lucien Souchon
Pour les articles homonymes, voir Souchon.
Lucien Souchon, (Paris (Seine, 27 septembre 1889 – Colombes (Hauts-de-Seine), 15 octobre 1970), est un écrivain, journaliste et militant politique français de la droite nationaliste. Officier de carrière dans l’artillerie, il quitte l'armée dans les années 1920 pour une carrière de publiciste et de journaliste.

## Biographie
Lucien Gabriel Souchon est le fils de Joseph Souchon, dessinateur, et d'Émilie Antoinette Coudert. Sous-lieutenant en août 1914, lieutenant en 1915, il combat au front jusqu'en juillet 1917. C'est un ancien combattant de la Première Guerre mondiale, trois fois blessé et titulaire de la Légion d’honneur. Il est promu capitaine en 1925 et sert à l'état-major de l'armée du Rhin. Il est mis en disponibilité à sa demande en juin 1928 et atteint le grade de commandant de réserve en 1930,,.
Il a commencé à publier quelques articles durant la guerre, dans le quotidien L'Intransigeant, sous le pseudonyme de « lieutenant S. ». Ses premiers livres paraissent dès 1918, également sous pseudonyme (Lucien Scoudert), mais sa véritable identité est rapidement découverte. Souchon est membre de la Société des gens de lettres (1920) et de l'Association des écrivains combattants. Jean Norton Cru souligne qu'il demeure « étroitement nationaliste » à la différence d'autres écrivains anciens combattants. 
Le 26 juillet 1923 à Paris 9e, il épouse Berthe Augustine Louise Pajot. 
Il devient en 1928-1929 le délégué militaire du comité central du Redressement français,. Il fonde en 1929 un éphémère cercle de réflexion et une revue consacrée aux questions militaires, Servir, aux côtés du colonel François de La Rocque, qui en a été le « directeur des études ». 
Il est l'auteur anonyme en 1929 de Feue l’armée française, un cri d’alarme patriotique au titre significatif - loué par un Léon Daudet -, et, l’année suivante, sous son nom, de Sedan à Locarno, éloge de l’armée qui seule peut assurer la pérennité du sentiment national ; c'est un réquisitoire contre la démocratie, « pour que le chemin de Sedan à Locarno ne ramène pas la France à Sedan ». Des journaux publient alors ses points de vue sur l'armée, tels les quotidiens L'Intransigeant, L'Avenir et L’Ordre d'Émile Buré. Ainsi que plusieurs revues, comme La Revue hebdomadaire, de 1929 à 1934, ou la Revue des vivants. Il dénonce en 1929 et 1930, comme d'autres anciens combattants, l'évacuation anticipée de la Rhénanie et la politique extérieure pacifiste d'Aristide Briand, dans le quotidien La Liberté notamment, ainsi que le futur abandon de la Sarre.
Le patron de presse François Coty s’attache ensuite ses services : Souchon fait partie de son « brain-trust militaire » (l'expression est de Jacques Nobécourt). Il mène campagne de 1931 à 1933 contre le « briandisme », les illusions du désarmement, « l’esprit de Genève » et la Société des Nations, la remilitarisation de l’Allemagne, dans les deux quotidiens de Coty, Le Figaro et L’Ami du peuple, qui vitupèrent alors tout à la fois les « financiers judéo-germano-américains », les « cartellistes » et le communisme,. En donnant aussi des conférences, à Genève, à Paris et en province, avec d’autres proches de Coty, tels Jean Renaud et Jacques Ditte, et en collaboration avec le comité Dupleix-Bonvalot. Conférences parfois troublées par des militants de gauche. Il a plus rarement traité de thèmes sociaux, comme en janvier 1933 lors du premier banquet-conférence de l’Association des travailleurs français, un  organisme également financé par Coty, aux côtés du colonel Terme, du comité Dupleix. Sa conférence est intitulée d’une façon provocatrice « Faut-il pendre le bourgeois ? » Il y dénonce les « mauvais bergers » qui ont « instauré des classes sociales qui s’ignorent, se méconnaissent, et par conséquent sont toutes prêtes à se haïr ». À ses yeux, il est en effet un type de bourgeois qu’il faut pendre : c’est « celui qui encourage l’ennemi, qui pactise avec les forces du désordre, qui désoriente les travailleurs par l’exemple de sa faiblesse ».
Comme d'autres proches de Coty, il s’est aussi présenté aux élections législatives de 1932, dans la 5e circonscription de Saint-Denis (Asnières), n’arrivant au premier tour qu’en 4e position. Il en tire la conclusion que le suffrage universel a été remplacé par « un écœurant marché électoral dans lequel s’échangent l’influence de l’argent, celle des intérêts particuliers et celle des organisations irresponsables et occultes [comprendre : la franc-maçonnerie] ». Sa dernière affiche électorale affirme : « Les Français doivent comprendre que d’ici quelques années, sinon quelques mois, ils n’auront plus le choix qu’entre le knout moscovite, la botte hitlérienne ou le coup de balai dans les combinaisons des comitards ». Il fait partie du comité directeur originel de la Solidarité française, ligue d'extrême droite initiée en 1933 et financée par Coty. Ses interventions lors des réunions de propagande ont pour thème la critique de la SDN et du désarmement, face à l’Allemagne.
Il porte ses espoirs sur le renouveau de l’Union nationale des combattants (UNC) après le 6 février 1934, « sursaut de révolte contre la corruption et le crime », alors qu'il est le secrétaire général d'une petite association d'anciens combattants, l'Association nationale des Camarades de combat, et souligne les limites des ligues comme la Solidarité française : « Croit-on qu’une ligue quelconque, comptât-elle cent mille hommes embrigadés, pourrait vaincre ces résistances assez rapidement pour prendre le pouvoir sans trop craindre une contre-attaque ? ». Or comme en France « ce qu’il y a de pouvoir effectif et de cadres agissant appartient à la franc-maçonnerie, il est à craindre que l’emploi de la force ne tourne à son profit ». La France n’est alors pas « mûre pour les remèdes héroïques » et le redressement ne pourra venir que « d’une évolution en profondeur », d’un « effort prolongé ». C’est qu’il faut selon lui, non pas réformer l’État, « mais en construire un », du fait de « l’inanité de notre régime ».
Il continue à donner des conférences. Ainsi en décembre 1934 aux côtés du député nationaliste Philippe Henriot. Le général Maxime Weygand préside en 1935 une conférence de Souchon aux Ambassadeurs sur « l’Europe en armes », Gaston Le Provost de Launay une autre en mars 1936 sur le thème « Allons-nous capituler ? ». 
Il publie en 1935 dans La Petite Gironde un reportage sur l'embrigadement et la mobilisation de la jeunesse en URSS, dans l'Allemagne nazie et dans l'Italie fasciste, soulignant les similitudes et les différences entre ces pays, ainsi qu'en Pologne, en Tchécoslovaquie, en Hongrie. La partie de son reportage consacrée à l'URSS et à l'Allemagne est aussi publiée dans Le Grand Echo du Nord de la France. 
Il est alors le secrétaire général de l'Union antimaçonnique de France, fondée en 1935 par des parlementaires comme Georges Cousin, son président. Il l'est encore début juin 1936.
Dans le contexte de la formation du Front populaire et en réaction contre cette alliance des partis de gauche, il fonde en février 1936 avec deux conseillers municipaux parisiens, René Gillouin et Gaston Le Provost de Launay, membre du comité directeur de l'Union antimaçonnique, le « Rassemblement national pour la reconstruction de la France », en réaction aussi à l'échec des ligues. « Vers 1935-1936, la nécessité m'apparut de créer un organisme qui mettrait sur pied des thèmes de propagande destinés à combattre la propagande des partis de gauche et du Front populaire. A cet effet, je pris contact avec MM. Gillouin et Le Provost de Launay (...) Nous avons alors fondé le Rassemblement national dont les statuts ont été déposés conformément à la loi », témoignera-t-il en 1946. L'association est déclarée le 1er mai 1936, avec les buts suivants : « Définir les conditions pratiques de la renaissance nationale et répandre dans l'opinion les modalités de sa réalisation ». Son siège se situe à Paris au 14, rue Duphot dans le 1er arrondissement. Les trois fondateurs sont rejoints par le colonel Terme, secrétaire général du comité Dupleix-Bonvalot, trésorier, puis par le général Maxime Weygand, le professeur au Collège de France Bernard Faÿ, l'Académicien Abel Bonnard, le médecin-général Jules Emily, Henri Garnier, ancien président de la Chambre de commerce de Paris (1932-36), Georges Brabant, qui forment avec eux le comité directeur de cette organisation et son comité d'études. La première déclaration du Rassemblement, fin mai 1936, publiée par la presse, appelle les Français patriotes à ne pas désespérer au lendemain de la victoire du Front populaire, à tirer « leurs espérances d’eux-mêmes » pour travailler « virilement à déterminer leur destin », souhaitant contre les « partis de faiblesse » qui « engourdissent les Français dans l’inaction », et les « partis de haine » qui « les excitent à se battre entre eux », une « rénovation complète de notre vie politique, économique, sociale » : « Nous voudrions les aider en leur fournissant une information sure, probe, précise, complète, authentique, dégagée de toute ambition personnelle et de toute passion sectaire, sur les grands problèmes que notre pays doit résoudre ». Le Rassemblement entend « éclairer le sentiment national pour le guider dans les voies de l’action féconde », à destination des Français à qui il manque « une vision claire de la réalité, parce que l’ignorance et l’erreur, le mensonge et la chimère conspirent » à les égarer. 
Ce rassemblement publie des tracts documentaires - « la vérité sur la situation actuelle de la France », « la vérité sur les grèves », « la vérité sur le sort des cultivateurs sous la dictature communiste », « la vérité sur le programme économique du Front populaire ». Puis des Cahiers, intitulés Penser pour agir, visant à répondre aux thèses du Front populaire. Selon un témoignage ultérieur de Souchon en 1946, la tendance générale des cahiers « était antimarxiste et consistait à préconiser l’élaboration d’une charte sociale qui aurait aboli la lutte des classes et permis au régime capitaliste de s’adapter à l’évolution moderne ». Des patrons s'abonnent à ces Cahiers et les distribuent à leur personnel, tel l'industriel cotonnier vosgien Georges Laederich qui commande mille exemplaires mais cesse cette distribution en 1938, estimant qu'ils sont certes utiles pour la propagande de l'officine patronale anticommuniste qu'il anime mais qu'ils ne peuvent s'adresser qu'à une élite restreinte. Ils financent ce groupement depuis une rencontre avec le général Weygand en 1937 : ce sont notamment Laederich, Bernard du Perron de Revel, des raffineries de sucre Saint-Louis de Marseille, Georges Brabant et Marcel Doligez, patron d'une entreprise du textile de Tarare dans le Rhône, les Ets Champier.
Ce cercle de pensée tient aussi quelques rares conférences. Telle cette conférence présidée par Bonnard et donnée par Souchon et Gillouin, lors d’un déjeuner du comité Dupleix-Bonvalot, en février 1937. Souchon y traite de la « grandeur et de la misère de la cause nationale », Gillouin du thème : « vers un nouvel ordre social ». Souchon préconise de « tenir un langage totalement français » face aux « propagandes étrangères ». Gillouin affirme que « l’esprit de sacrifice doit remplacer une soif de jouissance suscitée par un matérialisme venu d’Europe orientale » et attaque Léon Blum : « Point n’est besoin de revenir sur les utopies d’un gouvernement dirigé par un doctrinaire qui n’a jamais fréquenté les ouvriers que dans les meetings et qui persiste à faire appel aux plus basses passions humaines et à les unir à la haine. De tels sentiments ne peuvent servir de base à un ordre social convenant à notre pays ». Ou cette autre de Souchon en 1938, pour un autre déjeuner du comité Dupleix-Bonvalot, présidée par le sénateur Henry Lémery : cherchant une solution à la crise des années 1930, il est allé dans les pays scandinaves pour juger sur place le modèle suédois. Dans sa conférence intitulée « le prix du bonheur socialiste, impressions de voyages en pays scandinaves », Souchon estime que, même si les ententes professionnelles y sont réalisées depuis longtemps, ce qui favorise une paix sociale « sagement établie, par une action longuement murie », et que les ministères socialistes sont anticommunistes, l’édification d’un « timide monde nouveau » s’y paie par des impôts lourds, des loyers chers et un « esprit d’économie qui disparaît devant l’État-providence ». Il a tiré de son voyage des articles publiés dans la presse, parisienne et provinciale. Souchon a également donné quelques conférences en province, par exemple à Nancy en février 1938, dans le hall de la Chambre de commerce, pour le Centre d’informations économiques et sociales fondé au début de cette année par le Rassemblement national lorrain et présidé par l'industriel Raoul Nanty, ancien président régional des Croix de Feu.
Bernard Faÿ, en 1943, témoignera « qu’il s’occupait de la propagande antimaçonnique, avec le groupement dont la devise était « Penser pour agir ». Ce groupe qui comprenait comme principaux dirigeants, outre le président Garnier, M. Bonnard, le général Weygand, et 3 ou 4 autres personnes, était établi rue Duphot et avait comme secrétaire général le commandant Souchon. Nous publiions des brochures mensuelles contre la maçonnerie, les Juifs, le Front populaire. (…) Notre principal rédacteur était M. Poirson (…). Je le rencontrais aussi aux réunions de la RISS [Revue internationale des sociétés secrètes très antimaçonnique] où il faisait des conférences (…)». Philippe Poirson a été membre comme Souchon et Le Provost de Launay de l’Union antimaçonnique, rédacteur en chef de son mensuel La Bataille. Il a été aussi l’un des orateurs des réunions du Rassemblement antijuif de France de Louis Darquier de Pellepoix, dès sa première réunion en juin 1937, et son secrétaire général en 1938. Weygand a auparavant présidé une conférence de Poirson en mai 1937 donnée lors d'un déjeuner du cercle Dupleix-Bonvalot. Souchon est à la fin des années 1930 considéré par la préfecture de police de Paris comme l’un des animateurs des mouvements antisémites, en raison de sa fonction de secrétaire général de l'Union antimaçonnique. Souchon ne semble toutefois plus être secrétaire général de cette Union après juin 1936 quand le périodique de cette association, La Bataille, sous la direction d'un nouveau bureau et d'un nouveau président (Hector de Béarn) combat davantage la « judéo-maçonnerie ».
Le juge d’instruction de l'affaire de la Cagoule a estimé que le Rassemblement était l’une des trois sociétés fédérées dans l’UCAD du général Édouard Duseigneur et en 1946, la police pensera que des comploteurs comme Georges Loustaunau-Lacau, le duc Joseph Pozzo di Borgo et le général Lavigne-Delville se retrouvaient dans ce Rassemblement qui aurait relevé de la Cagoule. Aucune preuve ne vient étayer ces spéculations, même si Souchon reconnaît en 1946 le général Lavigne-Delville, membre du comité Dupleix, comme l’une de ses relations.
Souchon soutient l’Association des Amis de l’école française, rebaptisée en 1939 Les Amis de l’Éducation française et financée par Georges Brabant. C'est un nouveau groupement fondé en décembre 1938 et issu du Rassemblement national. Weygand figure à son comité directeur. Souchon a cherché des subventions et s'est par exemple adressé à Georges Laederich, mais sans succès.
Souchon publie en mars 1936 Le pays est-il défendu, dans la revue Le Document de l'éditeur Robert Denoël. Il continue à publier dans cette revue par la suite, par exemple en 1939 une analyse des forces françaises et de celles de ses voisins sous le titre Aurons-nous la guerre au printemps ?. 
Souchon, qui a fait partie des troupes d’occupation en Rhénanie, s’est rendu à nouveau dans cette région en 1932 et en 1936, quelques mois après sa réoccupation par l’Allemagne nazie, ainsi qu’à Berlin en 1935. Attentif au réarmement allemand et contempteur des « complaisances de nos cartellistes » à l’égard de l’Allemagne, il a publié une série d’articles fin 1936, dans la presse de province, sur son voyage en Rhénanie, à la suite des rumeurs sur « la remilitarisation à outrance de la Rhénanie (…) inspirées par les réfugiés de la social-démocratie dans un but d’excitation ». Ces rumeurs s’avèrent pour une large part inexactes selon lui mais il souligne que cela répond à la stratégie allemande : « Le Führer a joué et gagné la carte de la résignation française : il reste dans la logique en ne fortifiant pas contre une agression à laquelle il ne croit pas : beaucoup plus encore, il reste dans l’esprit du national-socialisme qui pense qu’un peuple fort, s’il fait la guerre, veut la victoire, et la victoire n’est jamais défensive » alors que « nous nous condamnions à la défensive ». La stratégie allemande, fondée sur l’offensive, les « divisions cuirassées » et l’aviation, s’oppose à la stratégie française. La leçon qu’il en dégage est que, si l’état-major allemand a besoin de temps pour former ses unités, « nous avons le devoir d’employer ce délai aux mêmes fins. J’entends bien qu’on a voté des crédits importants pour le matériel ; malheureusement, ce qui ne s’achète pas c’est le moral des soldats et les qualités manœuvrières des troupes. La confiance dans la victoire finale, sans laquelle il est inutile d’accepter le combat, demande des armes sans doute, mais bien d’autres choses encore ». S’il est moins vindicatif à l’égard de l’Allemagne qu’au début des années 1930 et cherche des indices de tiédeur à l’égard du nazisme dans la population – pour rassurer ses lecteurs ? -, il n’en note pas moins « l’intense formation civique à laquelle se consacre le parti nazi » qui « pourrait un jour grandement servir les ambitions militaires et une agression contre nous », « la discipline morale qui pèse » sur le peuple allemand, « l’obsession » du salut nazi, qu’il estime « horripilant », une « jeunesse soumise à un entraînement extraordinaire, à une prédication habile ». En outre, si Hitler « déclare à chaque instant la paix au monde », il n’y a pour autant « pas un mot de changé dans Mein Kampf qui nous condamne à disparaître ». Ses conclusions sont que la sécurité de la France « ne tient pas seulement à des mesures militaires : elle tient à l’idée qu’on se fait de nous », « un peuple en décadence » qui accepte une « agitation communiste ». Ses articles mettent donc en garde contre l’Allemagne, tout en notant le danger communiste. Il ne convient donc non « de copier tel ou tel système politique mais de nous tracer une ligne de conduite et de nous unir dans l’effort ». 
Ses deux romans publiés sous pseudonyme (commandant Verdun) par Denoël en 1939 sont destinés à la jeunesse et exaltent le patriotisme « face à l'ennemi » allemand. Il collabore alors depuis plusieurs années au Journal de Rouen.
Durant l’Occupation, il est le secrétaire général du Courrier du Centre et le représentant à Vichy de la Fédération nationale des journaux français, à partir du 15 janvier 1943.
Il reçoit en 1945 le Prix d'Académie décerné par l'Académie française, pour l'ensemble de son œuvre. Un autre de ses romans est publié en 1947. Il est après la guerre rédacteur en chef de la Nouvelle revue française d'outre-mer, l'organe du Comité central de la France d'Outre-mer. Il livre son témoignage sur la France durant la Seconde Guerre mondiale dans des notes en septembre 1959, défendant le pragmatisme de Pétain et de Laval.

## Publications
- Lieutenant Lucien Scoudert (pseudonyme de L. Souchon), Propos du front. Lettres à mon cadet, Paris, Bossard, février 1918, 146 p[68].
- Lieutenant Lucien Scoudert, Le passifisme (sic), la guerre des inaptes, Paris, Bossard, 1920, 223 p.
- Anonyme, Feue (sic) l'armée française, Paris, Fayard, 1929, 253 p[69].
- Lucien Souchon, De Sedan à Locarno, Paris, Fayard, 1930, 323 p.
- Lucien Souchon, Sommes-nous défendus ? La guerre totale, Le Document, no 9, mars 1936, 16 p.
- Commandant Verdun (pseudonyme de L. Souchon), Face à l'ennemi. I, La guerre souterraine, Paris, Denoël, 1939, préface du général Maxime Weygand, 184 p[70].
- Commandant Verdun, Face à l'ennemi. II, L'escadron cyclone, Paris, Denoël, 1939, 190 p. (Prix Sobrier-Arnould[71])
- Commandant Verdun, Le Martyre de l'Aigle blanc, Pologne 1939, Paris, J. de Gigord, 1947, 245 p.

## Sources et bibliographie
- Jacques Nobécourt, Le colonel de La Rocque (1885-1946), ou, Les pièges du nationalisme chrétien, Fayard, 1996, 1194 p. (ISBN 9782213596877, présentation en ligne).
- Gérard Chauvy, Le drame de l’armée française. Du Front populaire à Vichy, Pygmalion, 2010.
- Jean-François Colas, Georges Laederich (1898-1969) : le combat d'un industriel vosgien contre le Front populaire et le communisme, 1934-1939, dans les Annales de la Société d'émulation du département des Vosges, 2018
- Annuaire général des lettres, 1933-1934.